# Неолитно село (Маджари)
Неолитното село (на македонска литературна норма: Неолитско Село) е археологически музей в квартал Маджари на град Скопие, Република Македония, възстановка на неолитното селище Тумба. Селището Тумба, съществувало от 6000 до 4300 година пр.н.е., е най-важното неолитно селище в Скопската котловина.

## Описание
Поради историческата и културната ценност на находките в Тумба е взето решение за създаване на възстановка на селището. Реконструкцията е извършена в периода 2008 – 2010 година в западната част на парцела, собственост на Музея на Македония, където е потвърдено, че няма археологически остатъци. Възстановката е на основа на археологическите остатъци на терена в Тумба, на модели на къщи от Анзабеговско-Връшнишката култура и Велушко-Породинската култура. Изградени са сграда с образователни и презентационни функиции и няколко къщи в духа на неолитната архитектура, като в четири от тях е изложен движим и недвижим инвентар, макети на домашни животни, пчеларник и други обекти, пресъздаващи живота на неолитния човек.